# 德拉瓦河 (多瑙河)

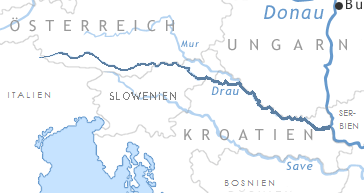
德拉瓦河流域图

德拉瓦河（[ˈdɾàːʋa]，[drǎːʋa]，[ˈdraːvɒ]，[ˈdraːva]），德语称德劳河（德語：Drau，[ˈdʁaʊ]），是位于中欧北部的一条河流。它发源于意大利博尔扎诺-上阿迪杰自治省，向东流经奥地利东蒂罗尔和克恩滕州、斯洛文尼亚，然后转向东南，沿克罗地亚和匈牙利边境继续流淌，最后在奥西耶克注入多瑙河，全长725公里。
德拉瓦河流经的主要城市有：利恩茨、施皮塔尔、菲拉赫、德拉沃格勒、穆塔、鲁舍、马里博尔、普图伊、奥尔莫日、瓦拉日丁、包尔奇和奥西耶克。

## 参考文献

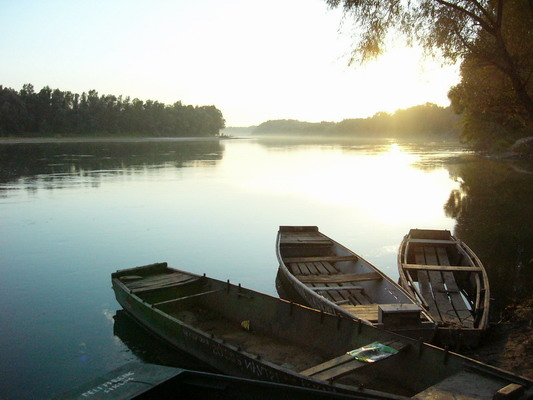
The Drave at Drávaszabolcs, Hungary
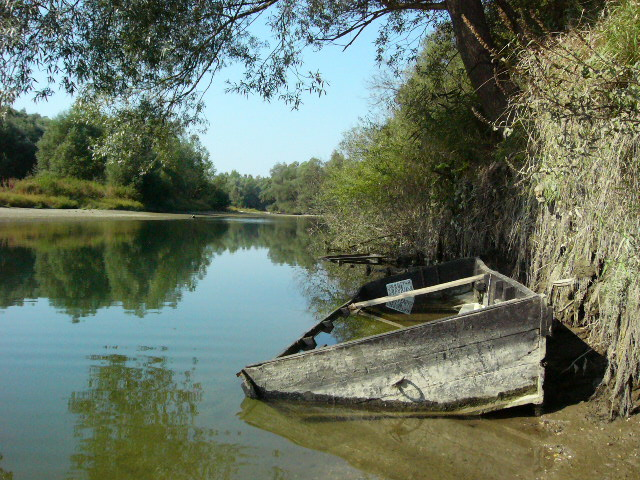
The Drave at Vízvár, Hungary
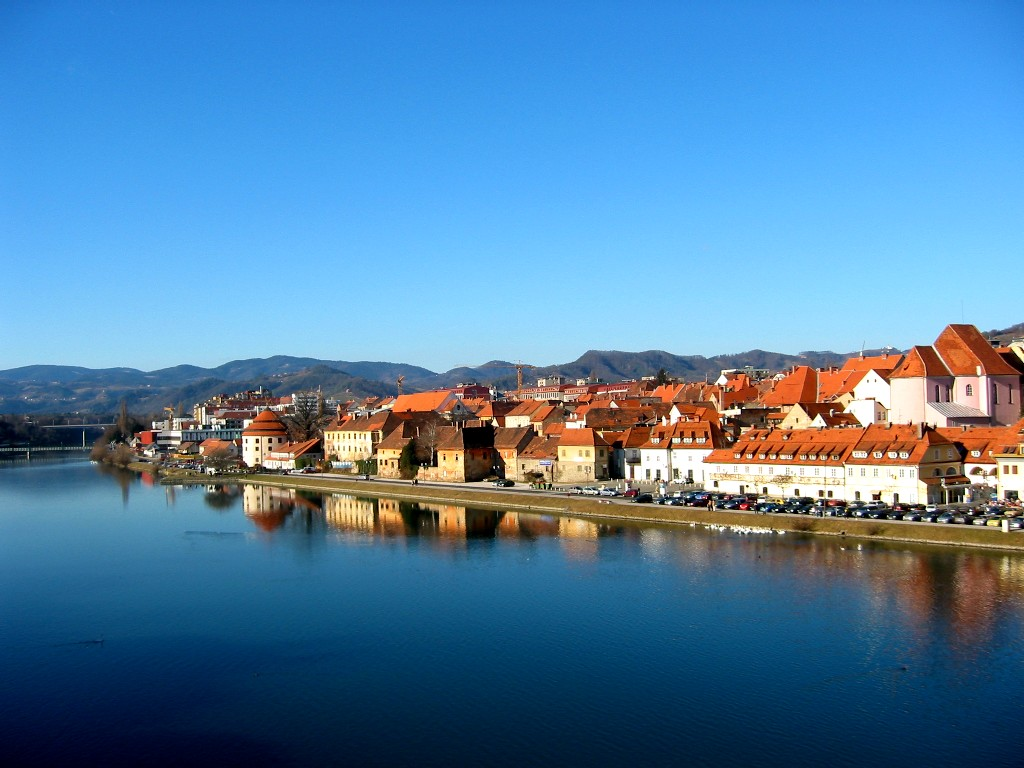
The Drave at Maribor, Slovenia